# Alistair Johnston
Alistair Johnston (Vancouver, 8 de octubre de 1998) es un futbolista canadiense que juega de defensa en el Celtic F. C. de la Scottish Premiership.

## Selección nacional
Es internacional con la selección de fútbol de Canadá, con la que debutó el 25 de marzo de 2021 en un partido de clasificación para la Copa Mundial de Fútbol de 2022 frente a las Bermudas.

### Participaciones en Copas del Mundo
| Mundial              | Sede  | Resultado      | Partidos | Goles |
| -------------------- | ----- | -------------- | -------- | ----- |
| Copa Mundial de 2022 | Catar | Fase de grupos | 3        | 0     |

### Participaciones en Copas América
| Torneo            | Sede           | Resultado     | Partidos | Goles |
| ----------------- | -------------- | ------------- | -------- | ----- |
| Copa América 2024 | Estados Unidos | Cuarto puesto | 6        | 0     |

### Goles internacionales
| # | Fecha               | Lugar                                  | Rival        | Marcador | Resultado | Competición                                                      |
| - | ------------------- | -------------------------------------- | ------------ | -------- | --------- | ---------------------------------------------------------------- |
| 1 | 29 de marzo de 2021 | IMG Academy, Bradenton, Estados Unidos | Islas Caimán | 6 - 0    | 11 - 0    | Clasificación de Concacaf para la Copa Mundial de Fútbol de 2022 |

## Clubes
| Club            | País           | Año       |
| --------------- | -------------- | --------- |
| Vaughan Azzurri | Canadá         | 2015-2019 |
| Nashville S. C. | Estados Unidos | 2020-2021 |
| C. F. Montréal  | Canadá         | 2022      |
| Celtic F. C.    | Escocia        | 2023-     |

## Palmarés

### Títulos nacionales
| Título                     | Club         | País    | Año  |
| -------------------------- | ------------ | ------- | ---- |
| Copa de la Liga de Escocia | Celtic F. C. | Escocia | 2023 |
| Scottish Premiership       | Celtic F. C. | Escocia | 2023 |
| Copa de Escocia            | Celtic F. C. | Escocia | 2023 |
| Scottish Premiership       | Celtic F. C. | Escocia | 2024 |
| Copa de Escocia            | Celtic F. C. | Escocia | 2024 |
| Copa de la Liga de Escocia | Celtic F. C. | Escocia | 2025 |
| Scottish Premiership       | Celtic F. C. | Escocia | 2025 |